# Szklarnia (ogrodnictwo)
Szklarnia – rodzaj cieplarni.

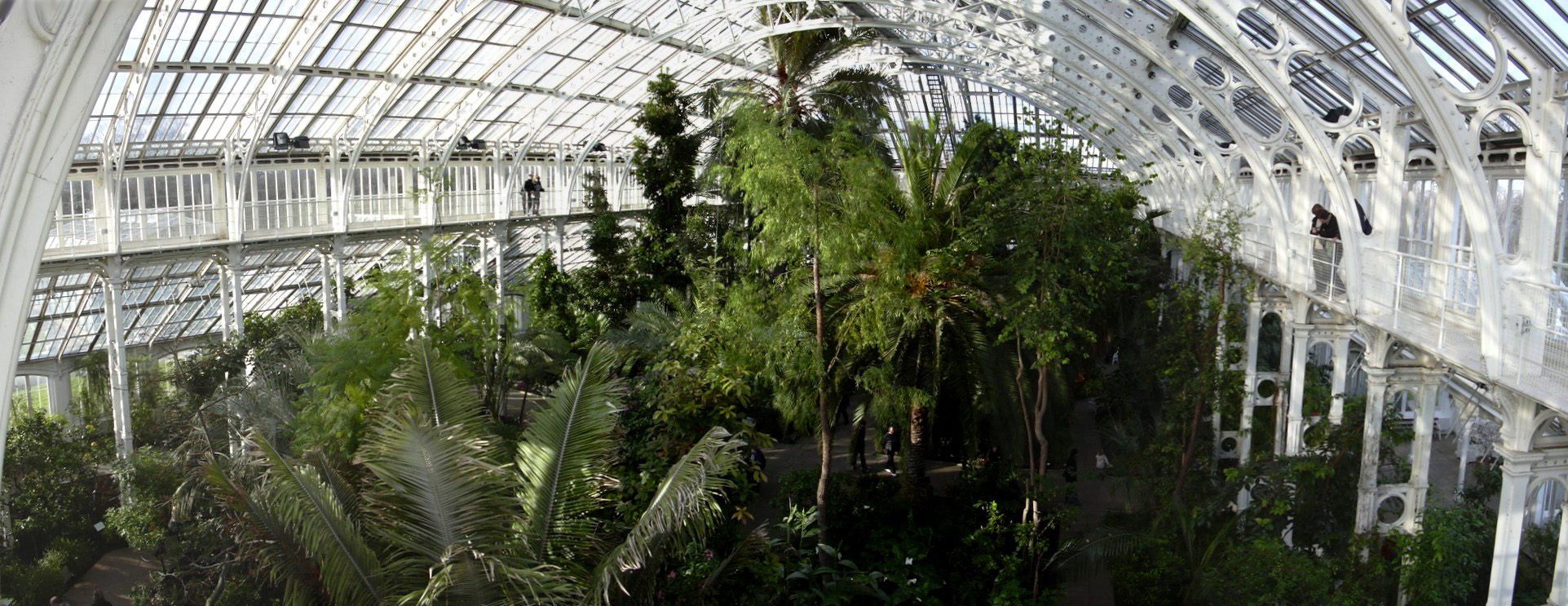
Panorama wnętrza szklarni z Królewskich Ogrodów Botanicznych w Kew w Londynie

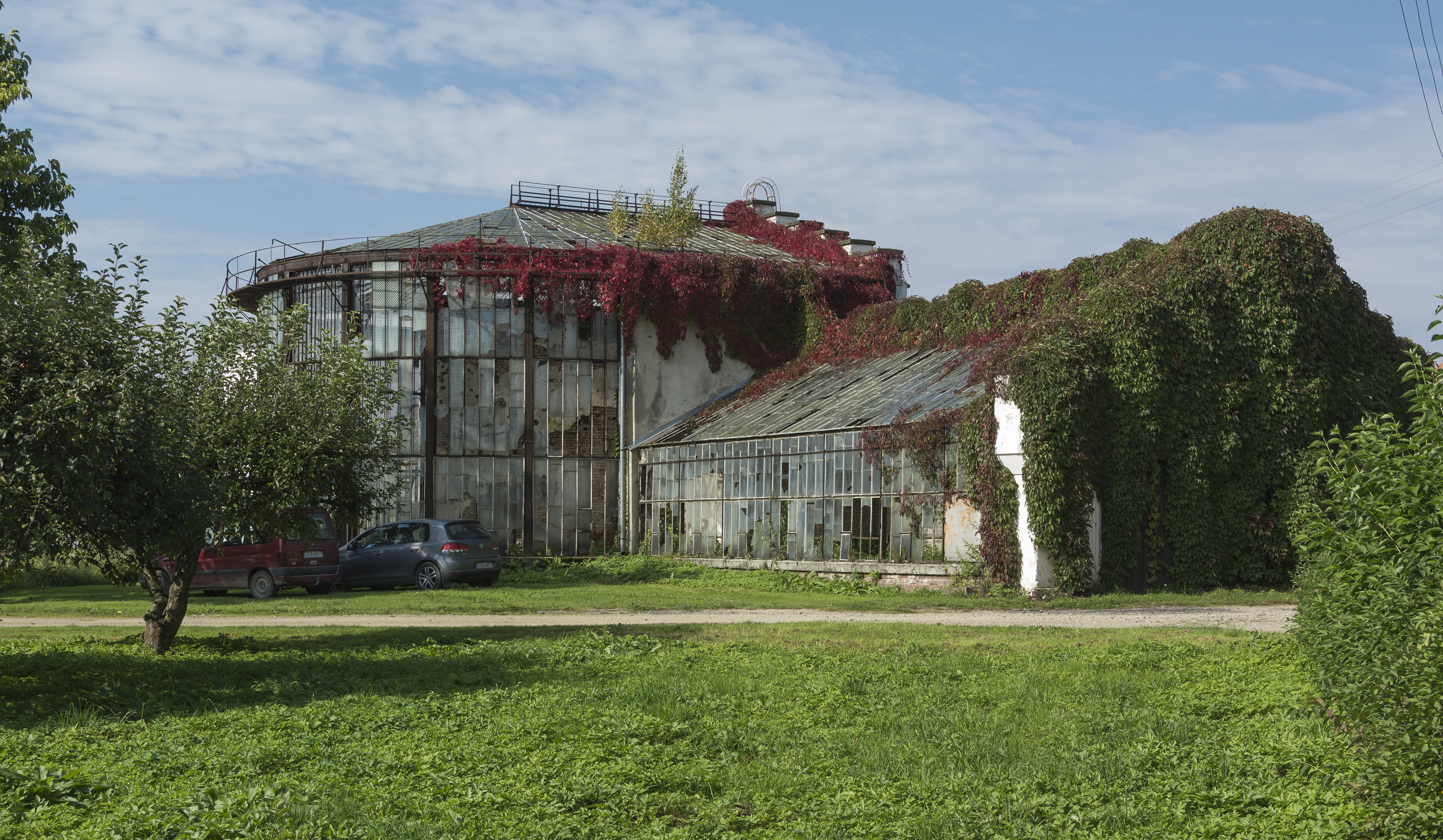
Zabytkowa szklarnia w Kamieńcu Ząbkowickim

Stanowi budowlę, której szkielet zbudowany jest ze stalowych profili, pokryty w całości (zarówno ściany, jak i dach) szkłem lub plastikowymi płytami. Szklarnia pozwala maksymalnie wykorzystać światło i ciepło pochodzące z promieniowania słonecznego i wytworzyć odpowiedni mikroklimat do uprawy roślin. Często jest wyposażona w urządzenia do ogrzewania, nawilżania gruntu i powietrza, doświetlania oraz wymiany powietrza, w nowoczesnych szklarniach systemy są sterowane elektronicznie. Szklarnia chroni również liście i łodygi roślin przed opadami atmosferycznymi, zmniejszając w ten sposób ryzyko wystąpienia chorób grzybowych.
Szklarnie służą do:
- uprawy ciepłolubnych roślin ozdobnych lub jadalnych w klimacie umiarkowanym,
- uprawy w klimacie umiarkowanym roślin z klimatu tropikalnego (ogrody botaniczne),
- całorocznej uprawy warzyw i roślin ozdobnych lub ich sadzonek i rozsad w gospodarstwach ogrodniczych,
- upraw doświadczalnych w zakładach hodowli roślin.

W uproszczonej formie budowane i używane przez działkowców w rodzinnych ogrodach działkowych lub ogrodach przydomowych.